# Louis Durey
Louis Edmond Durey (ur. 27 maja 1888 w Paryżu, zm. 3 lipca 1979 w Saint-Tropez) – francuski kompozytor.

## Życiorys
Studiował w paryskiej Schola Cantorum, gdzie uczył się harmonii i kontrapunktu u Léona de Saint-Réquiera. W zakresie orkiestracji był samoukiem. Związany z Grupą Sześciu, której był najstarszym członkiem. Zerwał z nią w 1921 roku. Od 1948 roku wiceprzewodniczący l’Assocation Française des Musiciens Progressistes. Jako krytyk muzyczny współpracował z czasopismami „L’Humanité”, „Le Soir” i „Lettres Françaises”. W 1958 roku odznaczony Grand Prix de la Musique Française.
Związany z ruchem komunistycznym, był członkiem wielu organizacji o charakterze lewicowym, a od 1938 roku sekretarzem generalnym Fédération Musicale Populaire. Sympatie polityczne Dureya znalazły swój oddźwięk w wielu dziełach kompozytora, m.in. La longue marche na chór i orkiestrę do słów poezji Mao Zedonga (1949) czy 10 choeurs de métiers (1957).

## Twórczość
W swojej twórczości pozostawał pod wpływem Erika Satiego i Igora Strawinskiego. Skomponował m.in. dramat liryczny L’Occasion (1923), kantaty La Guerre et la paix na chór a capella (1949), La longue marche na chór i orkiestrę do słów poezji Mao Zedonga (1949), Paix aux Hommes par millions do słów poezji Władimira Majakowskiego (1949), Aux Armes na chór i fortepian do słów poezji Adama Ważyka (1947), La Voyage d’Urien na głos i fortepian (1916), Cantate de la prison na chór i orkiestrę (1922), ponadto utwory kameralne, utwory orkiestrowe (m.in. Sinfonietta 1966, Dilection na orkiestrę smyczkową 1969, Mouvement symphonique na fortepian i orkiestrę smyczkową 1963), utwory fortepianowe, cykl pieśni L’offrande lyrique (1914), muzykę dla radia i telewizji.
Zredagował i wydał kompozycje XVI-wiecznych kompozytorów francuskich: Clémenta Jannequina i Guillaume’a Costeleya, a także François-Josepha Gosseca.